# Hilda Furacão (minissérie)
Hilda Furacão é uma minissérie brasileira produzida e exibida pela TV Globo de 27 de maio a 23 de julho de 1998, em 32 capítulos.
Escrita por Glória Perez, com direção de Wolf Maya, Maurício Farias e Luciano Sabino, teve direção geral e núcleo de Wolf Maya.
A minissérie é baseada no romance homônimo de Roberto Drummond, que por sua vez, foi baseado na história de juventude da prostituta Hilda Maia Valentim, conhecida na zona boêmia de Belo Horizonte como Hilda Furacão.
Contou com as participações de Ana Paula Arósio, Rodrigo Santoro, Danton Mello, Eva Todor, Paulo Autran, Thiago Lacerda, Tarcísio Meira e Rogério Cardoso.

## Sinopse
Nascidos e crescidos juntos, Malthus (Rodrigo Santoro), Aramel (Thiago Lacerda) e Roberto (Danton Mello) ficaram conhecidos em Santana dos Ferros como "os três mosqueteiros". Com o término do ensino médio, os três seguem juntos para Belo Horizonte. Malthus queria ser santo e ir para o Convento dos Dominicanos; Aramel queria ser artista de cinema em Hollywood e Roberto sonhava em fazer a revolução que mudaria o mundo.
Ao som de "Túnel do Amor", de Celly Campello, conhecemos Hilda Müller (Ana Paula Arósio), que, pronta para se casar, desiste, após surpreendente revelação da cartomante Madame Janete (Arlete Salles), e vai parar num prostíbulo de Belo Horizonte. Cercada por prostitutas, vagabundos, travestis e cafetões, ela entra no Maravilhoso Hotel e passa a ocupar o quarto 304. Mas o que levou a rica Hilda Müller a transformar-se na prostituta Hilda Furacão? Dentro desse contexto, o frei Malthus sente que poderia realizar um milagre: exorcizar o demônio de Hilda Furacão.
Uma grande manifestação popular para acabar com os prostíbulos põe em confronto a sociedade defensora da moral e dos bons costumes, liderados por Loló Ventura (Eva Todor), e os habitantes do Maravilhoso Hotel, que se intensifica com as presenças dos excêntricos Maria Tomba-Homem (Rosi Campos) e Cintura Fina (Matheus Nachtergaele). Aumenta o duelo entre Hilda e o frei Malthus. Um conflito que envolve até interesses políticos dos poderosos da região, como Tonico Mendes (Stênio Garcia), o excêntrico dono do Hotel Financial, onde mora com sua onça de estimação, Tereza.
Na tentativa de recuperar a moral de Hilda, frei Malthus escuta de Padre Nelson (Paulo Autran), seu maior orientador religioso, que se quisesse realmente ser santo, deveria ficar longe do vinho e das mulheres.  Padre Nelson revela o que todos já sabiam: havia amor entre Hilda e Malthus. Uma forte atração entre a virtude e a imoralidade. Mas, afinal, o amor também não pode ocorrer em todos?

## Elenco

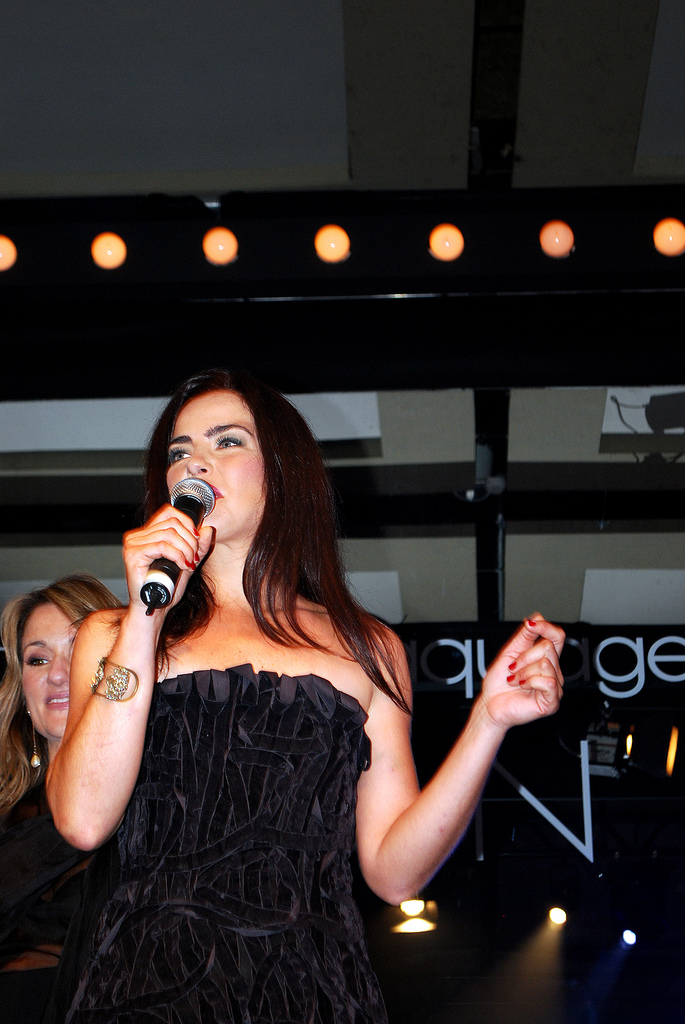
Ana Paula Arósio interpretou a protagonista Hilda.

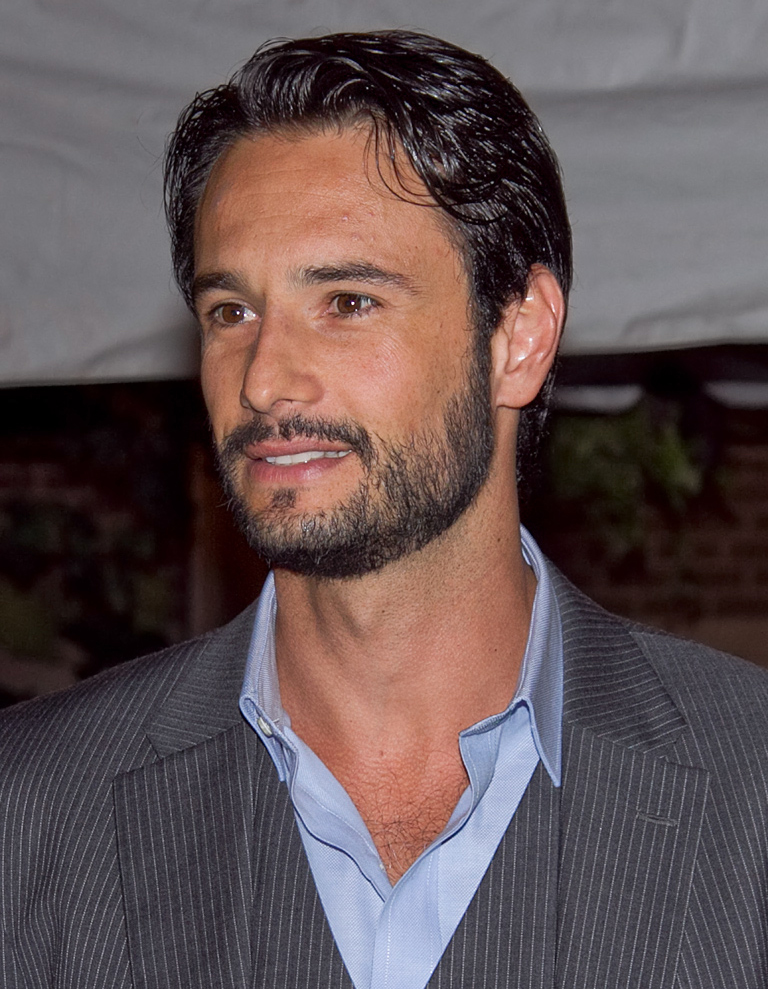
Rodrigo Santoro interpretou o Frei Malthus.

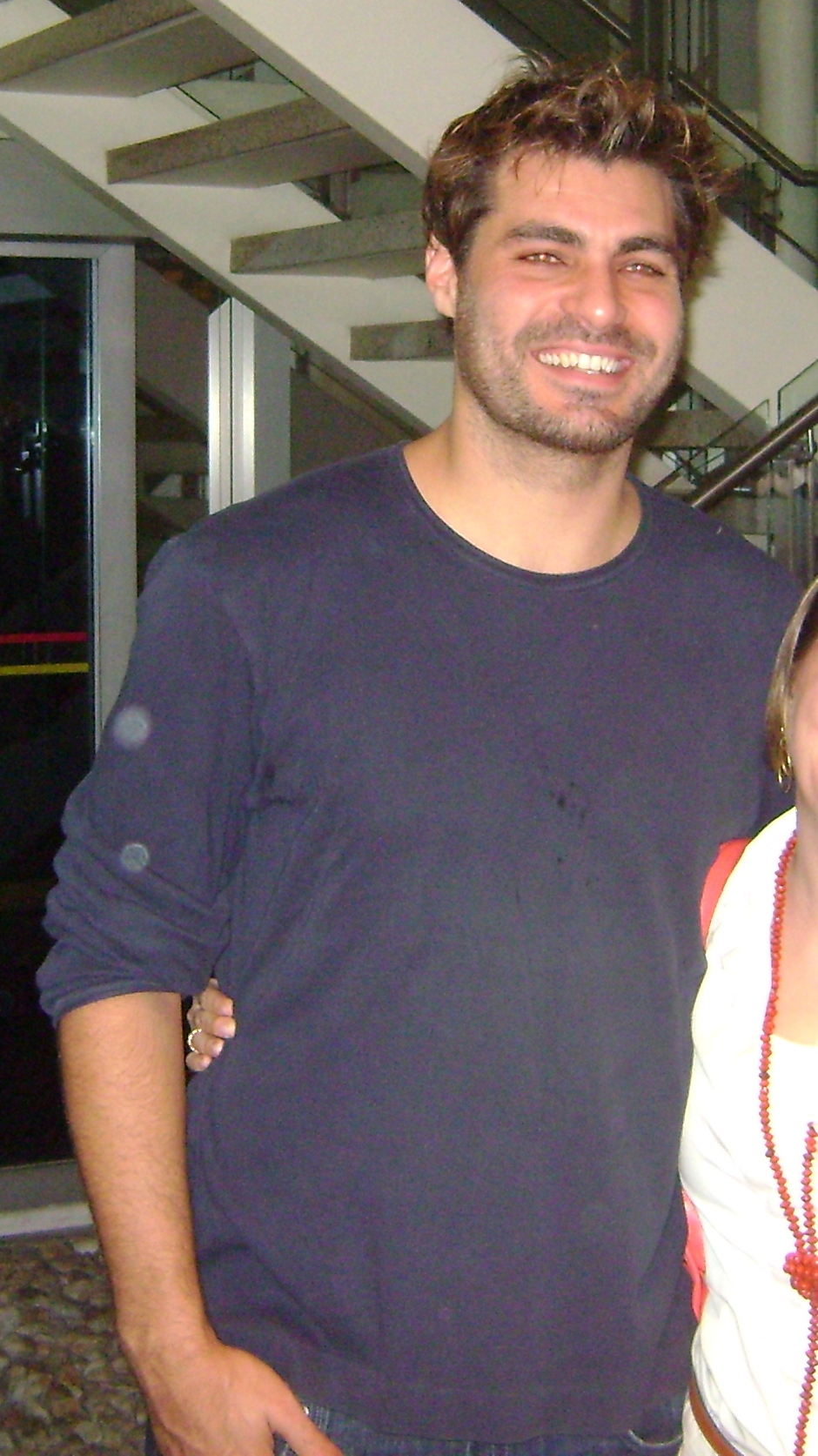
Thiago Lacerda interpretou o ator Aramel.

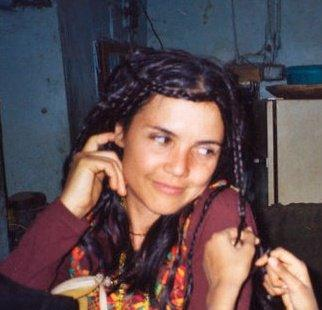
Tereza Seiblitz interpretou a ingênua Gabriela.

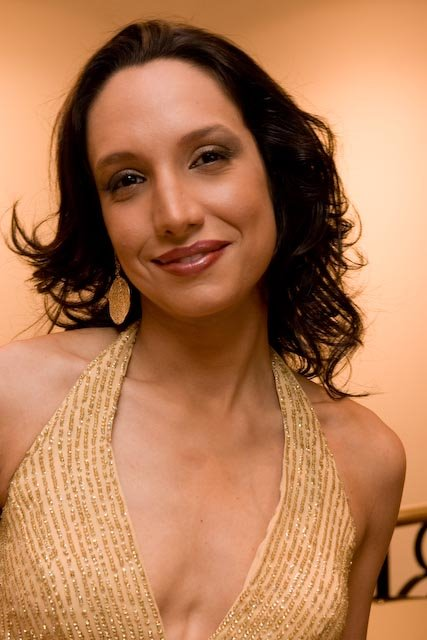
Maria Maya interpretou a comunista Zora.

| Intérprete           | Personagem                             |
| -------------------- | -------------------------------------- |
| Ana Paula Arósio     | Hilda Gualtieri Müller (Hilda Furacão) |
| Rodrigo Santoro      | Frei Malthus                           |
| Danton Mello         | Roberto Drummond                       |
| Paulo Autran         | Padre Nelson                           |
| Eva Todor            | Loló Ventura                           |
| Rogério Cardoso      | Ventura                                |
| Thiago Lacerda       | Aramel                                 |
| Matheus Nachtergaele | Cintura Fina                           |
| Rosi Campos          | Maria Tomba-Homem                      |
| Walderez de Barros   | Emerenciana Drummond (Ciana)           |
| Débora Duarte        | Conceição Drummond (Sãozinha)          |
| Zezé Polessa         | Neném                                  |
| Cininha de Paula     | Lucianara                              |
| Stênio Garcia        | Tonico Mendes                          |
| Paloma Duarte        | Leonor                                 |
| Cláudia Alencar      | Divinéia                               |
| Luís Mello           | Padre Ciro                             |
| Tereza Seiblitz      | Gabriela M                             |
| Sérgio Loroza        | M.C.                                   |
| Anselmo Vasconcellos | Jabuti                                 |
| Ricardo Blat         | Cidinho                                |
| Chico Diaz           | Orlando Bonfim                         |
| Carolina Kasting     | Bela B                                 |
| Tatiana Issa         | Dorinha                                |
| Marcos Frota         | Padre Geraldo                          |
| Guilherme Karan      | João Dindim                            |
| Iara Jamra           | Beata Fininha                          |
| Ivan Cândido         | Delegado Procópio                      |
| Mara Manzan          | Nevita                                 |
| Marcos Oliveira      | Zé Viana                               |
| Carlos Gregório      | Alencastro                             |
| Caio Junqueira       | Demétrio                               |
| Daniel Boaventura    | Zico                                   |
| Maria Maya           | Zora                                   |
| Walther Verve        | Alves                                  |
| Elaine Mickely       | Rosa                                   |
| Fernanda Badauê      | Lucília                                |
| Zezeh Barbosa        | Guiomar                                |
| Guga Coelho          | Vitinho                                |
| Dary Reis            | Nelson Sargento                        |
| Sarah Lavigne        | Anita                                  |
| Cláudio Galvan       | Zé do Raimundo                         |
| Marilena Cury        | Alição                                 |
| Yachmin Gazal        | Alice                                  |
| Thaís Tedesco        | Alicinha                               |
| Priscila Luz         | Lurdinha                               |
| Henri Castelli       | Celso                                  |
| Renato Rabello       | Padre Guido                            |
| Adriana Zattar       | Sarita                                 |
| Márcia Barros        | Dulce                                  |
| Maria Gladys         | Cecília                                |
| Alexandre Moreno     | Enéas                                  |
| Marcelo Brou         | Vasco                                  |
| Luís Cláudio Jr.     | Dudu                                   |

### Participações especiais
| Intérprete         | Personagem               |
| ------------------ | ------------------------ |
| Arlete Salles      | Madame Janete            |
| Carlos Vereza      | Lorca                    |
| Mário Lago         | Olavo                    |
| Tarcísio Meira     | Coronel Pocidônio        |
| Stepan Nercessian  | Goiano                   |
| Eloísa Mafalda     | Clotilde                 |
| Paulo Betti        | Delegado Renciso         |
| Eliane Giardini    | Berta Müller             |
| Henri Pagnocelli   | Müller                   |
| Roberto Bonfim     | Coronel Filogônio Flores |
| Pedro Brício       | Juca                     |
| Paulo César Pereio | Vermelhinho              |
| Suzana Gonçalves   | Yara Tupinambá           |

## Produção
A missão de adaptar o livro Hilda Furacão para TV foi dada à Gloria Perez por Mário Lúcio Vaz, então diretor da Central Globo de Produção. Perez acabou se ocupando com outros trabalhos e o conceito de Hilda passou por vários potenciais autores até retornar a ela em 1997. Para retratar os anos 60 Perez conversou com militantes da época, entre eles Mário Lago (também integrante do elenco) e Apolônio de Carvalho.
Ana Paula Arósio, então contratada do SBT, foi especialmente cedida à TV Globo para a minissérie. A ideia para a escalação partiu do diretor Wolf Maya.
As cenas na fictícia Santana dos Ferros foram gravadas em Tiradentes, onde a produção temporariamente fechou ruas e alterou fachadas. O Hotel Glória, na cidade do Rio de Janeiro, se passou pelo Minas Tênis Clube, e a Câmara Municipal de Niterói serviu como a Câmara Municipal de Belo Horizonte.

## Exibição
Foi reexibida na íntegra pelo Viva de 24 de agosto a 6 de outubro de 2010, substituindo Memorial de Maria Moura e sendo substituída por Engraçadinha: Seus Amores e Seus Pecados, às 23h45. Foi exibida novamente pelo Viva de 19 de novembro de 2013 a 2 de janeiro de 2014, substituindo O Primo Basílio e sendo substituída por O Quinto dos Infernos, às 23h10.
Foi reexibida no quadro Novelão, dentro do programa vespertino Vídeo Show, entre 16 e 20 de novembro  de 2015, substituindo outra minissérie, Sex Appeal, num compacto de 5 capítulos, sendo substituída pela também minissérie O Primo Basílio.

### Exibição internacional
Hilda Furacão foi vendida para países como: Angola, Argentina, Cabo Verde, Chile, Honduras, México, Paraguai, Peru, Portugal, República Dominicana, Rússia, Uruguai e Venezuela.

### Outras mídias
Em julho de 2002 a Globo Vídeos lançou uma versão resumida da série em DVD, contando com três discos somando 12 horas.
Em 19 de julho de 2021, foi disponibilizada na íntegra pelo Globoplay, como parte do Projeto Resgate.

## Curiosidades
A série começou a se tornar viral pela internet em novembro de 2023, quando algumas cenas do personagem Frei Malthus (Rodrigo Santoro) e da protagonista título (Ana Paula Arósio) começaram a circular pelas redes sociais, principalmente em recortes do TikTok, originando vários memes pelos gringos. Um dos motivos foi a entrevista da atriz Laura Linney para o programa The Graham Norton Show, da emissora britânica BBC. Na conversa, ela diz que o seu melhor beijo cinematográfico foi com o ator brasileiro no filme Love Actually, o que chamou a atenção do público local para pesquisar os trabalhos de Santoro, sendo descobertas as cenas de Frei Malthus na minissérie.

## Trilha sonora
- "Resposta ao Tempo" - Nana Caymmi
- "You Are My Destiny" - Paul Anka
- "Que Será Será" - Doris Day
- "Sonhar Contigo" - Adilson Ramos
- "Boneca Cobiçada" - Palmeira e Biá
- "Balada Triste" - Agostinho dos Santos
- "Que Queres Tu de Mim" - Altemar Dutra
- "Nossos Momentos" - Elizeth Cardoso
- "Quem é" - Silvinho
- "Molambo" - Roberto Luna
- "Meditação" - Maysa (tema de Hilda)
- "C'Est si Bon" - Eartha Kitt
- "Kalu" - Ângela Maria
- "Só Danço Samba" - Tamba Trio
- "Túnel do Amor" - Celly Campelo
- "Chega de Saudade" - Tom Jobim